# 网络游戏
，也称網路遊戲、網遊，一般指多名玩家透過计算机網際網路進行互動娛樂的電子遊戲，以遊戲執行軟體分類一般是指客戶端下載的大型多人線上遊戲。部分遊戲能透過连接网络服务器進行联机對戰、在线雲端存檔。網路遊戲有战略游戏、动作游戏、体育游戏、格斗游戏、音乐游戏、竞速游戏、射擊遊戲、角色扮演游戏等多种类型，不过也有少数線上網路单人游戏。

## 歷史
網路遊戲的發展可追溯至1970年代大型電腦上，由於網路遊戲需要較大量運算以及網路傳輸容量，因此早期的網路遊戲通常以純文字訊息作為呈現方式，重視玩家與玩家間的互動，而非聲光效果。
隨著電腦硬體及軟體技術的進步，網路遊戲伺服器逐漸出現在小型的工作站伺服器，並且受到學生族群的歡迎，其中尤以MUD最具代表性。與此同時，傳統的單機遊戲也開始出現利用區域網路進行小規模連線（2-8人）的形式，但多數以射擊或即時戰略遊戲為主，這類型網路遊戲進行時，需要交換數量驚人的同步訊息，因此通常較適合高速的區域網路，難以實現人數規模更龐大的網路遊戲。
1990年代中期，遊戲產業開始採用類似MUD架構的技術發展網路遊戲。此類架構不同於依賴高速區域網路連線的射擊或即時戰略遊戲，取而代之的是藉由最佳化的通訊協定及複雜的預測式演算法，來達成網路遊戲所需的資訊同步。這類型的遊戲與MUD一樣，需要居中運算的遊戲伺服器，並且能夠實現萬人以上同時連線進行遊戲的規模。這種類型的遊戲後來被統稱為大型多人線上遊戲，以和早期的區域網路遊戲有所區別。大型多人線上遊戲由於玩家人數和規模龐大的關係，通常屬於角色扮演遊戲類型。

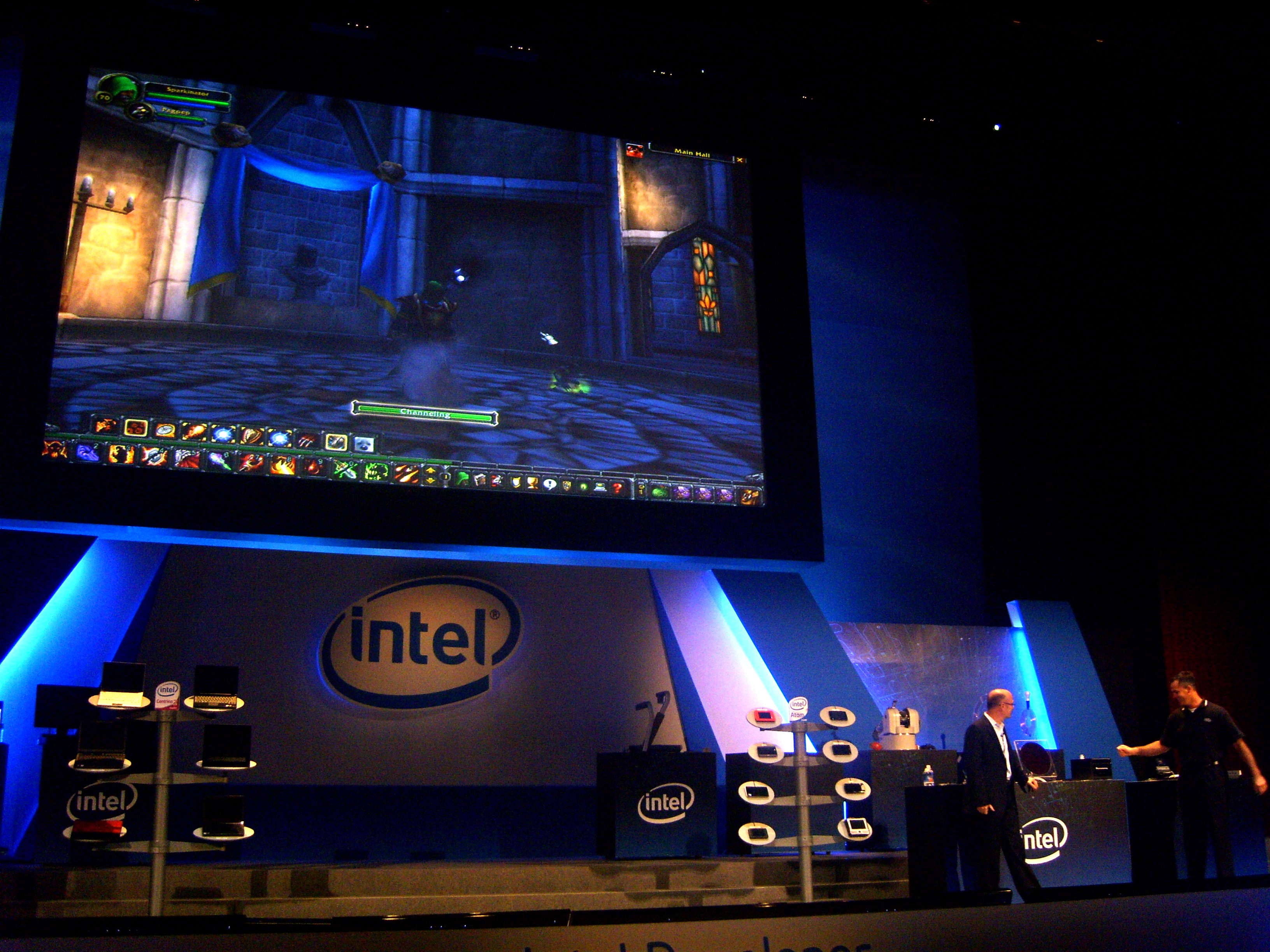
2008 Intel舉辦的網遊應用大會

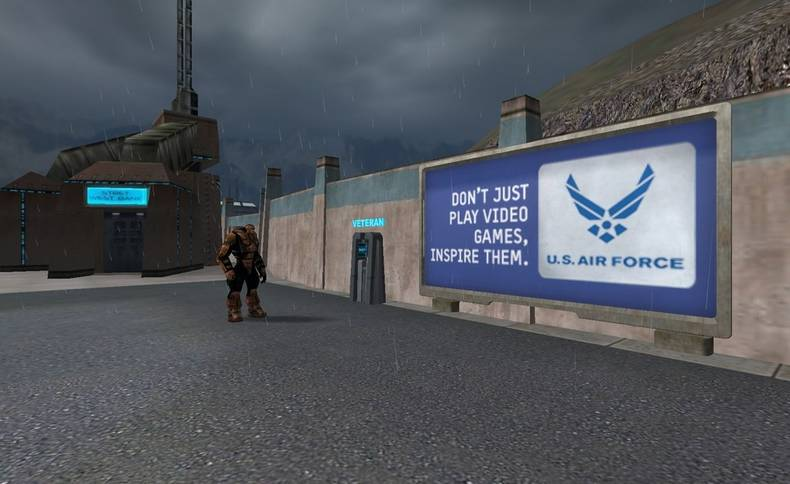
多人角色扮演網遊

## 遊戲方式

### 以登入入口方式區分
網路遊戲大略來講可以分成兩種最基本上的不同運作形式：

#### 遊戲大廳型
由早期傳統的單機遊戲（在單一主機上，像是電腦、或是遊戲平台）因為網路的普及而演變出來的遊戲大廳型，這一種類型的遊戲主要是藉由平台來提供一個可以和其他的玩家一起進行該款遊戲或是進行對戰的入口，登入遊戲後會先進入一個遊戲大廳，再配对數個玩家進入實際進行遊戲的地圖或牌桌。現今越來越多單機遊戲都會加入此功能（尤其是可提供對戰方式的遊戲），或把此功能作为贴近游戏主体的部分（如《战地》、《使命召唤》等）。
這類遊戲在歐美地區的遊戲中較常見，例子有《孤岛危机》、《世紀帝國系列》、《魔兽争霸系列》等等都在此類遊戲之列，但从本质上讲是通過平台进行合作或对战的单机游戏。因此众多玩家误认为能够以平台为基础进行联線对战的游戏是网络游戏，这是一大误区。

#### 虛擬世界型
這一種類型是由公司所架設的伺服器來提供遊戲，而玩家們則是由公司所提供的客戶端來連上公司伺服器，雖然可能也有大廳可供選擇伺服器，但基本較少單人於一個世界遊玩的情況，而是以單人獨打也可以多人互動組隊的方式進行遊戲，隨時可以自由進出，並沒有打一局的概念，故而現在稱之為網路遊戲的大都屬於此兩大類型之一。此類遊戲的特徵是大多數玩家都會有一個專屬於自己的角色（虛擬身分），而一切存檔以及遊戲資訊均記錄在公司端。此類遊戲大部分來自美國以及亞洲地區，這類型遊戲有《無盡的任務》（美）、《戰錘Online》（美）、《魔獸世界》（美）、《激戰》（美）、《信長之野望Online》（日）、《天堂》（韓）、《楓之谷》（韓）等等。

### 以遊戲人數區分
- 单人网络游戏：大多数是对网速和硬件要求不高的各种网页游戏，单人在线休闲游戏。不過可能有排行榜的設定。
- 大型多人線上角色扮演遊戲：通常由一個遊戲公司提供伺服器的虚拟世界，除了伺服維修或停止營運，否則該世界會一直存在，有如另一個次元的亞空間。此類遊戲人數較前兩者為多，較多者甚至可達到數十萬人。有大型多人角色扮演，大型多人第一人称射击、大型多人竞速等类型。

### 以遊戲種類或特性區分
由于目前市面游戏类型繁多，传统意义上的游戏类型关键字已經不能夠完全囊括游戏所包含的所有特性元素，故将各个游戏所包含的特性分离出来。
- 图像类型包括：2D横版由横版ACT演化而来，背景人物均采用2D绘图，不能转换视角，代表游戏有《楓之谷》等）、3D横版（由2D横版进化而来，背景人物部分或全部采用3D建模，不能转换视角，代表游戏有《梦幻龙族》等）、2D第三视角（以斜向45度视角为代表，背景人物均采用2D绘图，不能转换视角，代表游戏有《传奇》等）、3D固定视角（由2D第三视角进化而来，背景人物部分或全部采用3D建模，视角可一定程度转换，但不能由玩家自由控制，代表游戏有《梦幻西游》、《魔力宝贝II》等）、全3D视角（背景人物全部采用3D建模，视角可由玩家自由控制，代表游戏有《魔兽世界》、《雅典娜2》等）。
- 游戏类型包括：大型角色扮演类（如《魔兽世界》，《雅典娜2》等）、动作角色扮演类（拥有动作元素，如《梦幻龙族》、《真‧三國無雙OL》等）、休閒竞技类（一些可联机对战的休闲游戏，如《泡泡堂》、《百战天虫OL》、《SD敢达Online》等）、体育竞技类（以体育竞技为题材的游戏，如《跑跑卡丁车》、《全民打棒球》等）、音乐舞蹈类（如《劲乐团》、《勁舞團》、《熱舞》等）、FPS射击类（如《絕對武力Online》、《战争前线》、《风暴战区》等）。
- 战斗类型包括：即時、回合。实时战斗伴随着整个游戏世界的时间轴同时运行，而回合战斗则会独立开辟出战斗时间，部分游戏会切换战斗场景。实时战斗代表游戏有：《星海爭霸》、《天堂》等；回合战斗代表游戏有：《魔力宝贝》《石器时代》等。一些对战游戏战斗类型也属于回合制，例如：《劲舞团》、《宝贝坦克》等。
- 美术类型包括：卡通、写实。卡通风格即传统意义上的Q版风格，大头娃娃。写实风格则为人物按照接近真实比例进行设定。卡通类型代表游戏有：《楓之谷》、《梦幻龙族》等；写实类型代表游戏有：《魔兽世界》、《天堂》等。
- 世界观类型包括：D&D世界观（以龙与地下城的世界观为基础发展出的世界观，代表游戏有：《魔兽世界》、《无尽的任务》等）、武侠世界观（以中国传统武侠世界观为基础发展发展出的世界观，代表游戏有：《剑侠世界》、《热血江湖》等）、玄幻世界观（以一些神话故事为基础，大部分靠原创的世界观，代表游戏有：《天堂》、《完美世界》、《雅典娜2》等）、科幻世界观（以未来科学幻想为基础的世界观，代表游戏有：《机战OL》、《巨人》等）、经典扩展世界观（根据经典中的世界观或故事发展出来的世界观，代表游戏有：《大话西游》、《封神榜》等）、世界观薄弱或无世界观（并无明显的世界观，代表游戏有：《劲舞团》、《宝贝坦克》等）、历史扩展世界观（根据真实历史进行少量改编的世界观，代表游戏有：《大航海时代OL》、《QQ三國》等）、现实扩展世界观（现实世界为背景进行改变的世界观，代表游戏有：《风暴战区》、《使命召唤OL》、《战地风云OL》等）。
- 在线类型包括：完全在线、平台竞技。完全在线即传统意义上的“MMO”，即所有游戏玩家都存在于一个大的游戏世界当中，代表游戏有：《魔兽世界》、《地下城》与《勇士》等。平台竞技则指游戏以“局”的形式存在，每局游戏参与的玩家数量相对较少，代表游戏有：《劲舞团》、《泡泡堂》、《英雄联盟》等。
- 杂项类型包括：免费在线、有前作基础。杂项类型可互相兼容，它只代表一些游戏内在或外在的特性。免费在线是指游戏不通过计算在线时间收费，而是通过玩家购买虚拟物品或服务进行收费，厂商通常称其为“永久免费”，代表游戏有：《巨人》、《征途》等。有前作基础是指此网络游戏有相关的电影、小说或游戏前作作为影响力基础，代表游戏有：《指环王OL》、《魔兽世界》、《传奇世界》、《SD鋼彈Online》、《雅典娜2》等。

### 以客户端区分
透過客户端下载安装的游戏称为客户端游戏（中國大陸简称端遊；台灣簡稱網遊)，不需要下载客户端而直接在网页上运行的游戏称为网页游戏（中國大陸简称页遊；台灣簡稱web遊戲）。前者在画面、音效和剧情丰富度上占据优势，后者则以“无需下载”为特色，更容易上手。

## 收費模式

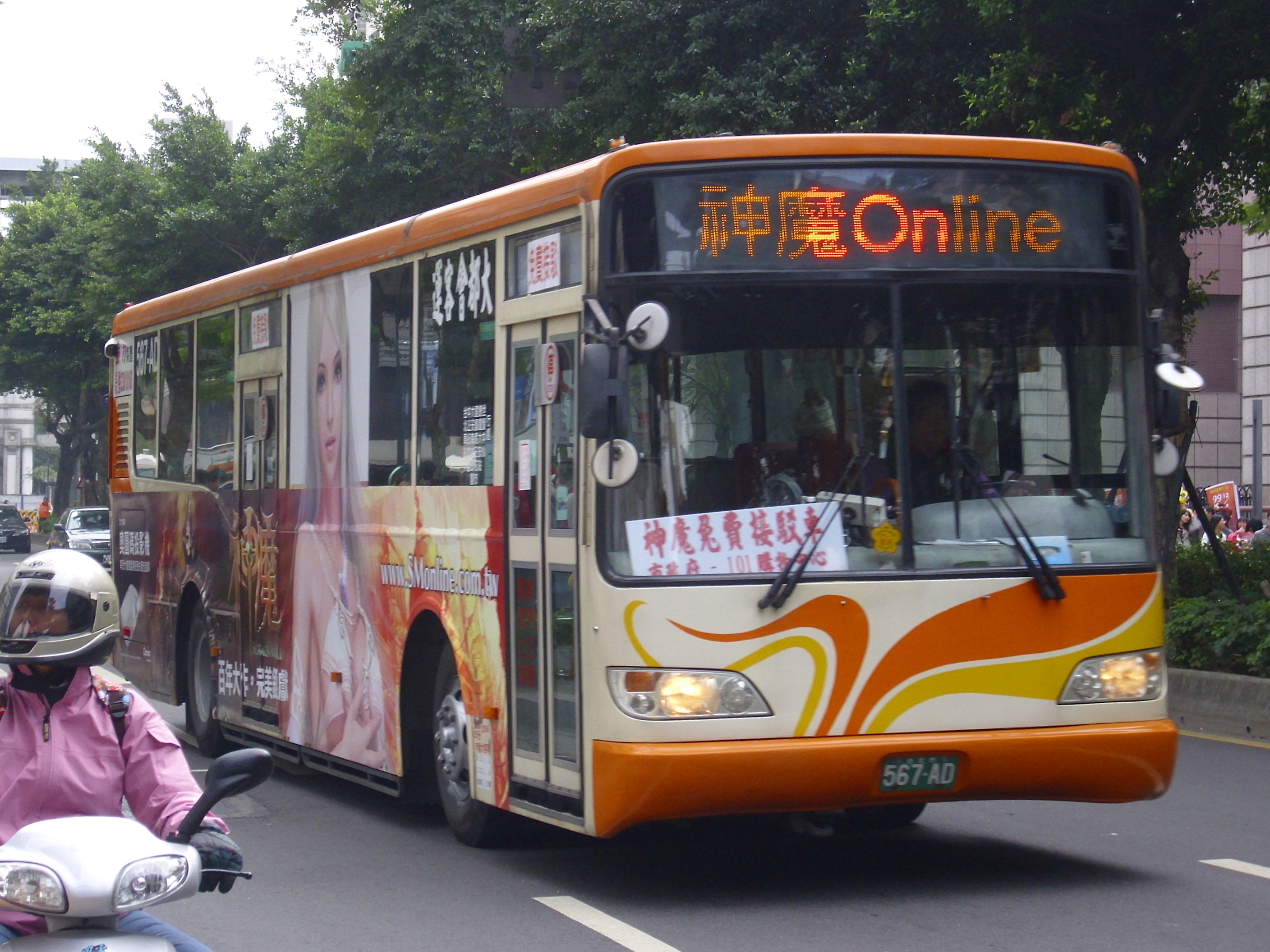
一款網遊在台北市公車上的全幅廣告

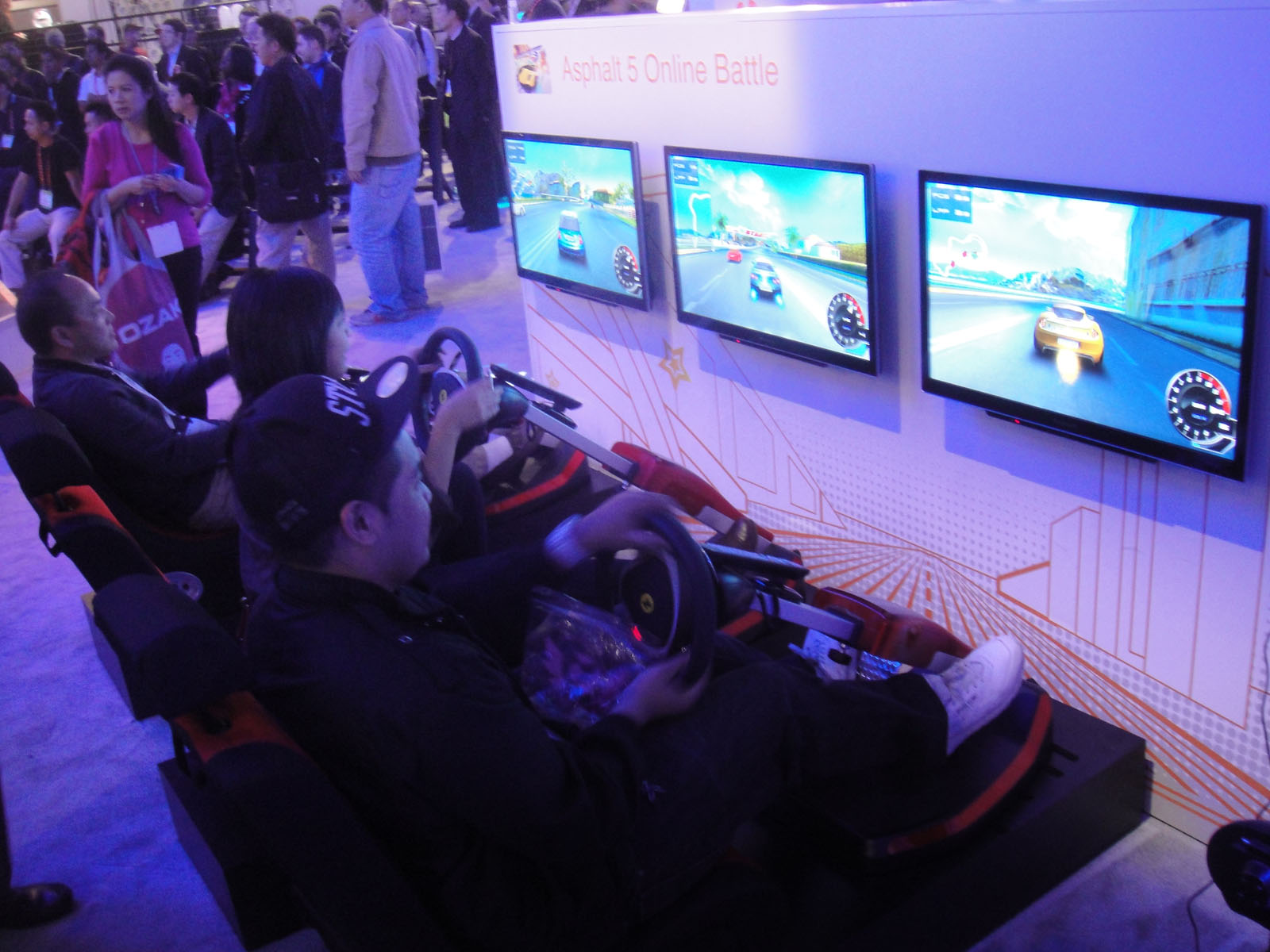
賽車型網遊(2012)

- 月費制：玩家付取一定費用，可以自由遊玩30天，例如：《天堂》、《英雄》、《龍族》、《魔獸世界》、《仙境傳說》、《魔力寶貝》、《石器時代》等遊戲都是以這種方式經營，但目前有部份遊戲公司擔憂私人伺服器的崛起紛紛修改遊戲經營為免費遊戲。
- 點數計時制：玩家以現金購買「點數卡」儲值到遊戲帳戶中，依上線時間單位進行扣點。通常採取月費制的遊戲，也會提供點數計時制讓不常上線的玩家有彈性的選擇，如《大航海時代online》（此遊戲有兩種收費模式，代理權更替後轉為免費）。
- 版本計費制：遊戲每次版本向玩家收取一次的費用，待下一次內容進行改版後再向玩家收取另一次版本的費用。例如《激戰》就是以此方式經營。
- 免費遊戲商城制：遊戲本身不向玩家收取費用，經營公司改以販售特定功能的「虛擬寶物」、「VIP服務」、購買「點卡」或广告等作為收益來源。例如：《巨商》、《楓之谷》、《跑跑卡丁車》、《跑Online》、《瑪奇Mabinogi》等遊戲，都是以此種方式經營。
- 收費及免費雙軌制：收費及免費同時出現，但內容為相容或以其中一款作藍本。例如《奇迹》、《星空之門》/《星夢》、《天傳Online》、《完美世界》/《完美世界国际版》、《QQ幻想》/《QQ自由幻想》。

## 版權侵害
网络游戏对单机游戏造成极大的冲击，主要的原因在网络游戏几乎不会受到软件盗版的侵害。因为单机游戏依靠出售游戏软件的形式获利，一旦游戏软件被人破解複製，则会对开发公司造成直接的巨大损失。
网络游戏运营商的盈利方式是通过游戏产品在线运营，依靠“点卡”、“道具”、“激活码”（或稱CD-Key或啟動金鑰）和其他一些“增值服务”的形式获利，伺服器的資料完全在廠商端，無法盜版。主流的收费方式为点卡收费和道具收费，其次还有“收税”这种模式，即第三代。网络游戏的「免费」运营模式，即免费下载、免费登陆、免费游戏，既可以让付费用户体验到精神上的需求，又可以让不付费的用户可以不耗费大量金钱的情况下也可参与。最终游戏运营商依靠付费用户谋取利润，依靠免费用户扩大游戏规模，并通过各种措施激励免费用户向付费用户转变。
不法分子觊觎网络游戏的市场规模和盈利空间，盗版的形式从以前的“直接”盗版安装光碟侵权获利，演变为现在的“间接”通过游戏“外挂、辅助工具”来侵权获利。这样的方式具有隐蔽性高，技术门槛高，利润更高，侵权速度更快，参与者更多、更广，参与者门槛低的优点。其中的很大一部分损失，最终转移到玩家身上。外挂会破坏虚拟世界里的“经济体统、经济体系”和公平竞技，被认为是网络游戏的捣乱者。
另一方面網路遊戲雖獲利能力強，但也需要機房網路技術維護，時間久了玩家厭倦後流動性高，故投入研發成本日漸高漲，所以有不肖廠商將別的公司遊戲主程式盜取後些微修改，包裝成新遊戲上市，或是完全未修改透過架設「私服、黑服」的伺服器營運牟利，2017年4月份中國北京市海淀區人民法院召開「涉網路遊戲知識產權訴訟案例發佈會」總整了450個相關網遊知識產權訴訟案的經驗，制定了統一指導意見，規範化相關訴訟的認定標準和裁判標準，由於海淀區所在處有密集網遊設計公司所以積累較多相關經驗，將此經驗推廣全國後建立統一處置標準。

## 防沉迷系统
由于許多網遊大多数都是打怪升级式收集极品装备之类的大型多人線上角色扮演遊戲，游戏厂商主要根据游戏时间收费，因此这些游戏往往是无止尽的升级或者杀怪收装备，让人把所有业余时间都花费在游戏上。因此造成許多人由于过于投入于这种网络游戏当中，造成失業、逃避現實、逃课、辍学甚至过劳死、自杀等一系列问题。在香港，亦有研究指學生過份沉迷網上遊戲，使學生與家人的關係變差。
中华人民共和国新闻出版总署颁发的《网络游戏防沉迷系统标准》在中国大陆限制未成年人个人网络游戏的游戏时间，如超过一定时限，游戏经验降低，超过最后限度，自动退出游戏等。泰國、越南也出臺了類似相關規定。在其他地方，雖然未有有關限制，但亦有投入不少資源於找尋學童行為偏差與沉迷網絡遊戲的關係。當中，多數的研究都在日本進行。不過在現今的遊戲中，許多遊戲設計者也考慮了這種現象而會將此種機制自動設計包含在遊戲中，像是《第九封印》。
不過在有遊戲商城之遊戲中，幾乎都具有解除因遊戲時間過長而造成不便的道具，所以也被普遍認為是一種用來增加公司收益的手段之一。

## 对网游的批评
- 对网游的批评主要集中在其渲染的暴力，色情以及对现实肉搜、網路霸凌、性騷擾带来的危害方面。陶宏开、易剑东等人认为网游正在毁灭中国。[6]
- 由于现在有太多竞争者进入市场，加上政府没有完善的管制方案及自由竞争，导致大多游戏变得商业化及玩家间的恶意攀比和盗号问题严重，游戏质量底下，因此失去游戏的本质：娱乐。
- 网络游戏在现在及未来很长一段时间内无法达到单机游戏的制作水平，因此很多制作组以之为由来推脱自己制作不用心的责任，部分网游玩家认为这是不负责的，会极大阻碍网游的发展。
- 网络游戏中的貨幣道具等，許多玩家會使用現實貨幣來購買，其金額龐大難以估算，現實貨幣換虛擬貨幣等同遊戲公司擁有了合法變相發行真鈔的權力，並連帶造成詐騙與洗錢等金融問題氾濫[7][8]。
- 廠商出售業務、甚至跑路突然倒閉導致遊戲買家受到損失，如下文玩家權益供參，部分業者甚至不設定緩衝期，還有倒閉前打折或是不提供補償等行徑均屬違反契約[9][10]。

## 線上遊戲物品、角色交易
在網路遊戲中，玩家們會以虛擬貨幣來交易物品。但是有些玩家由於虛擬貨幣不足，所以就有了以實體貨幣去交換成虛擬貨幣或是購買虛擬物品的行為。由於此類行為直接關係到現實利益，並容易造成現實以及網路犯罪行為的發生，遊戲公司基本上都是嚴令禁止此類交易行為。但由於網路遊戲中的角色等級、技能、裝備等等皆與遊戲時間有間接關係，有些玩家並沒有那麼多的時間來進行遊戲，所以也出現了購買帳號的行為。這也是網路犯罪行為開始達到高峰的時期，像是使用木馬或是後門程式盜取帳號或是網路詐騙等等都是常見的手法。

## 玩家權益
正常使用遊戲服務、正常使用點數卡、自行保障個人的資料。

### 相關組織或社群
台灣
- 線上遊戲玩家權益促進會（創立起因於「龍族」，最早提供相關的免費法律咨詢服務）
- 中華民國網路遊戲權益促進會（2009年11月，創立起因於「開心農場」）

### 玩家權益相關問題
1. 網路遊戲業者無法提供預定的服務
  - 業者惡性倒閉，或遊戲伺服器無預警的永久停機
  - 玩家的資料被篡改，例如裝備無故消失、任務記錄被無故回溯、BUG把玩家的東西弄不見
  - 業者廣告不實，任意篡改活動內容，誘使玩家儲值或包月，卻沒得到預期的活動內容
  - 業者不更新遊戲、不修正BUG、不出新活動、未妥善處理玩家問題
2. 帳號或虛擬貨幣或裝備的交易糾紛
  - 帳號被盜、被清倉、人物被刪除
  - 購買到非法的物品（利用伺服器漏洞所洗出來的裝備或虛擬貨幣）
3. 個人隱私相關
  - 檢警調可要求業者提供特定玩家的註冊資料與該名玩家的遊戲連線記錄

## 参看
- 网络成瘾症、遊戲成癮